# Джеро Вачик
Джеро Вачик (индон. Jero Wacik) — индонезийский политический деятель. Министр энергетики и минеральных ресурсов Индонезии (2011-2014), министр культуры и туризма Индонезии (2004-2011). Член Демократической партии.

## Биография
Родился 24 апреля 1949 года в городе Сингараджа на острове Бали. Окончил Бандунгский технологический институт по специальности «инженер-механик», а также экономический факультет Университета Индонезия.
Одна из ключевых фигур Демократической партии — правящей в период президентства Сусило Бамбанга Юдойоно. С 2004 по 2011 год занимал пост министра культуры и туризма в Первом и Втором кабинете единой Индонезии. В 2011 году назначен министром энергетики и минеральных ресурсов. Уволен с должности в сентябре 2014 года, незадолго до истечения срока полномочий Второго кабинета единой Индонезии, в связи с тем, что Комиссия по борьбе с коррупцией подозревала его в получении взятки.

## Награды
- Орден Звезды Махапутра 2 степени[4]

## Семья
Жену Джеро Вачика зовут Тришавати Джеро Вачик (индон. Triesnawati Jero Wacik). 